# Digital Linear Tape

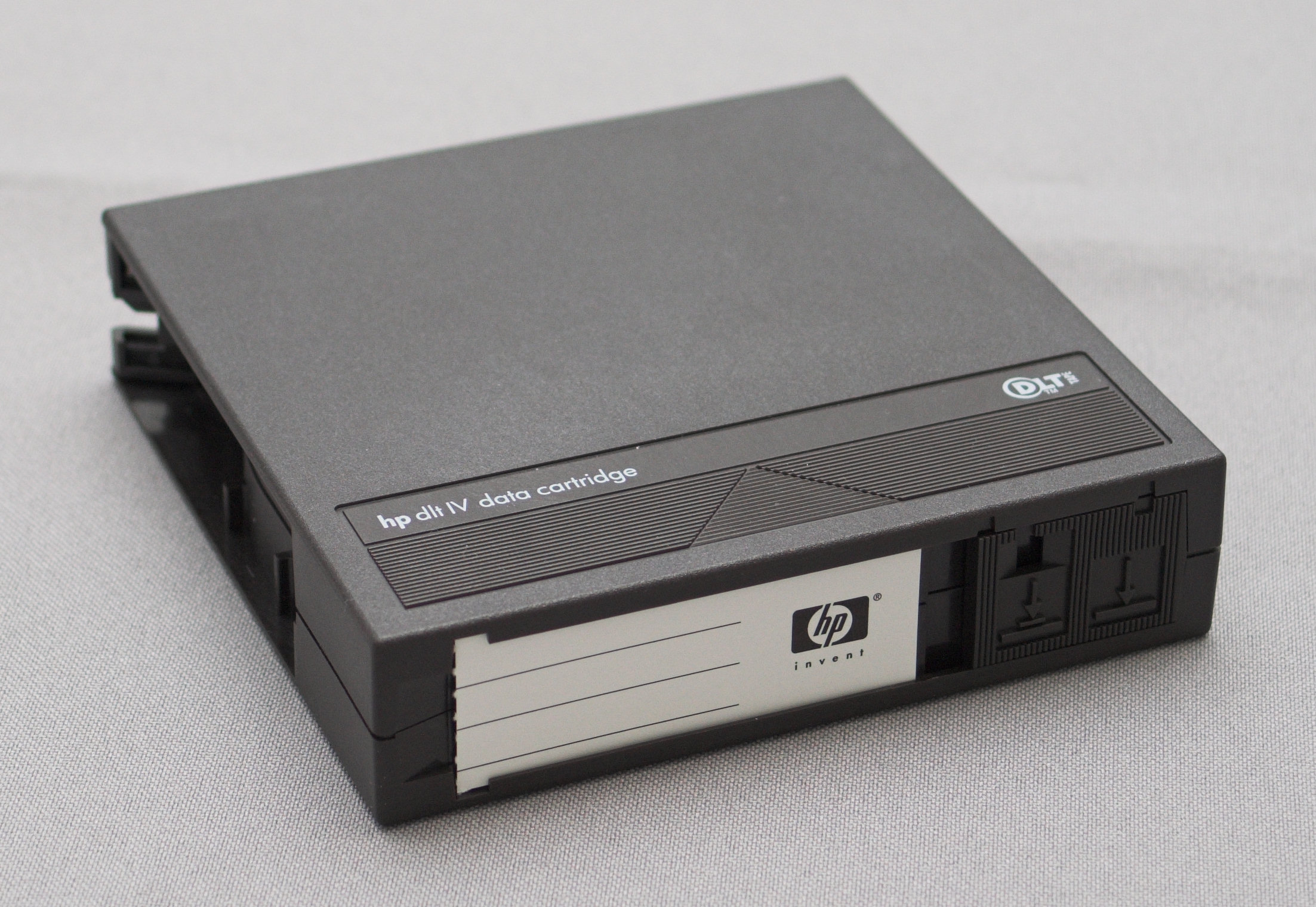
DLTテープカートリッジ

DLT、Digital Linear Tape（デジタルリニアテープ）は、磁気テープを使用した大容量補助記憶装置の規格。
1984年にDEC社が同社のMicro VAX IIワークステーション向けに開発したもので、かつてはデータ記憶装置のデファクトスタンダードの一つだった。
当初の型名はTK50と称した。
1994年にクァンタムがDEC社から買い取り、販売および開発を引き継ぎ、記憶容量の向上など改良を加えている。
クァンタムは2001年にSuper DLT（SDLT）規格の、2006年にはDLT-S4の製品を発売し、DLTtape S4メディアで最大800GB（60MB/秒）までの記録が可能となっている。このDLT-S4を最後に新規製品は発表されておらず、クァンタムが扱う磁気テープ製品もLinear Tape-Open（LTO]）移行している。
カートリッジ内部のリールはひとつであり装置側からテープを引き出し、装置側のリールに巻き取りながら読み書きを行う。記録ヘッドは上下に移動しながら複数のトラックに記録する。

## 関連事項
- Linear Tape-Open（LTO、Ultrium）